# Forum Marinum
Forum Marinum is een scheepvaartmuseum aan de Aura in de Finse stad Turku. Het museum heeft een binnen en buitenmuseum bestaande uit een haven met meerdere museumboten. Het museum ontstond door een fusie in 1999 tussen het Maritiem Museum van Turku en het Maritiem Geschiedenis Museum van de Universiteit van Turku.

## Museum schepen
- Volschip Suomen Joutsen
- Bark Sigyn
- Bermuda kits Daphne
- Stoom Sleepboot Vetäjä V
- Kanonneerboot Karjala
- Mijnenlegger Keihässalmi
- Transport Boot Wilhelm Carpelan
- Kanonneerboot Nuoli 8
- Motor Torpedo Boat Tyrsky
- Cruiseschip MS Bore (in gebruik als jeugdherberg)
- Patrouillevaartuig RV 214
- Politieboot PMV-1391
- Politie Kotter MKL 2103